# Даннемаре
Даннемаре (дат. Dannemare) — деревня на острове Лолланн, расположенная в 11 км к югу от Накскова и в 19 км к западу от города Рёдбю.

## История
Этот регион обладает богатым историческим наследием. В Хоби была обнаружена гробница, которая датируется I веком нашей эры. Населённые пункты Тиллитсе и Кудитсе носят вендские названия, что свидетельствует об их основании венедами ещё до XIII века.
В этом регионе также расположены исторические усадьбы Ølligesøgård и Bådesgård. Рунический камень, обнаруженный на церковном кладбище Тиллитсе, датируется началом XI века. Недавно отреставрированная церковь в Глослунде является одним из старейших деревянных зданий Дании, построенное в XV веке.
С 1926 по 1953 год Даннемаре была железнодорожной станцией на линии Наксков-Рёдбю. Старое здание вокзала сохранилось по адресу 18 Stationsvej.
В Даннемаре есть школа, культурный центр, детский сад, продуктовый магазин, рестораны и парикмахерские. Также местами интереса являются близлежащие летние дома в Хуммингене и Крамнице.

## Достопримечательности
Главными местами интереса в Даннемаре являются романские церкви начала XIII века в Арнинге, Гресхаве, Грослунде и Тиллице. Церковь Даннемаре, также изначально романского периода, была перестроена в 1897 году после пожара.
Рудбьерггард, фахверк, построенный в 1502 году, расположен в 5 км к западу от Даннемаре.